# Haake & Albers

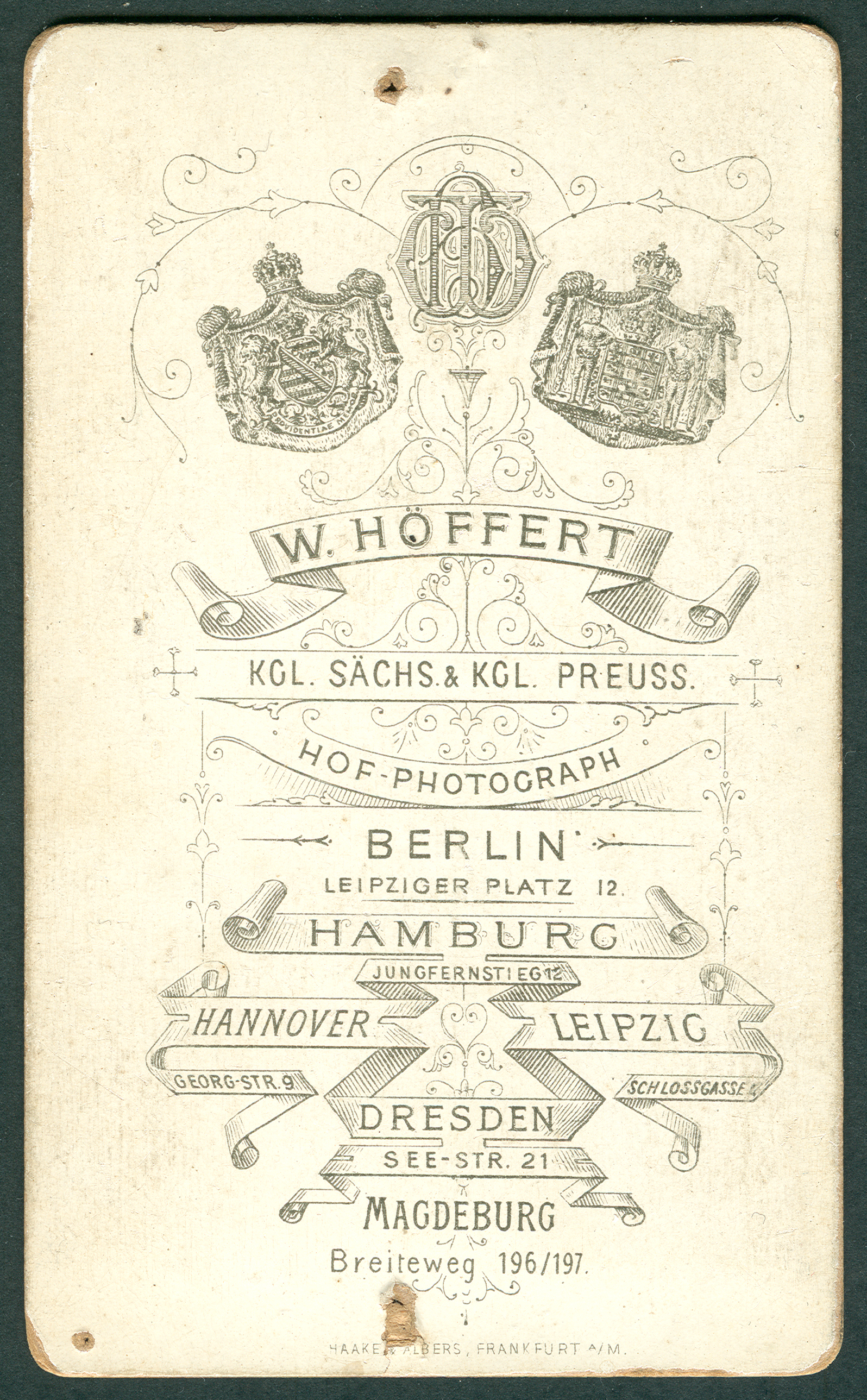
Rückseite einer Carte de Visite von Wilhelm Höffert mit dem Zudruck „Haake & Albers, Frankfurt a/M“ (ganz unten, in kleiner Schrift)

Haake & Albers war eine im 19. Jahrhundert in Frankfurt am Main ansässige Firma, die Bedarfsartikel für Fotografen vertrieb. Als Firmenzusatz trat das Unternehmen mit Beschreibungen auf wie „Fabrik, Engros-Versand & Lager von Bedarfsartikeln für Photographie“ oder „Fabrik & Lager Sämmtlicher Artikel für Photographie“.
Anfang des 20. Jahrhunderts wird ein weiterer Firmensitz in Berlin beschrieben. Das Unternehmen bestand mit wechselnden Eigentümern und Gesellschaftsformen und wurde im Jahr 1997 aufgelöst.

## Geschichte
Laut einem Eintrag im Adressbuch der Stadt Frankfurt am Main aus dem Jahr 1910 wurde das Unternehmen 1875 gegründet. Der vollständige Eintrag lautet wie folgt:
Haake & Albers, begr. 1875, Hoflief. Ihr. Majestät d. Königin v. Schweden u. Sr. Kgl. Hoh. d. Kronprinzen v. Griechenland, Fabrik u. Lager sämtl. Artikel f. Photographie, Kaiserstraße 36 pt. u. ent. (Tel. 2956). ... Zweiggeschäft: Berlin C., Poststr. 6. Inh. Theod. Haake u. Paul Knabenschuh.
Der erste Adressbucheintrag findet sich bereits im Adressbuch von 1880. Hier wird angegeben: Photogr. Artikel. E Theodor Haake u. Joh. Georg Albers mit der Adresse Senckenbergstr. 3p. 
Über den Zeitraum des 20. Jahrhunderts hat das Unternehmen mit wechselnden Adressen und gleichfalls wechselnden Eigentümern und Gesellschaftsformen weiterbestanden, zuletzt als „Ringfoto Haake & Albers GmbH“ in der Großen Bockenheimer Straße (vulgo Freßgass) Nr. 45 in Frankfurt am Main. Laut Handelsregistereintrag Nr. HRB 26553 wurde die Gesellschaft durch Beschluss des Amtsgerichts Frankfurt am Main vom 14. Oktober 1997 „infolge Abweisung der Konkurseröffnung mangels Masse aufgelöst“. Und weiter mit Datum vom 20. März 2000: „Die Firma ist gemäß § 141 a FGG von Amts wegen gelöscht“.

## Produkte

### Kartonträger
- Die Firma warb auf den Revers von Kartonträgern für Cartes de Visite mit ihrem Firmenzudruck als Herstellerin oder Vertreiberin dieser Vordrucke (siehe Bild oben). Bisher wurde lediglich auf Webseiten behauptet, dass die Firma selbst auch als Druckerei und Lithografische Anstalt auftrat.[4] Bekannt sind die Zudrucke der Firma auf Foto-Kartonträgern von Wilhelm Höffert und vom „Atelier Schrader“ aus Einsiedeln im schweizerischen Kanton Schwyz.[5]

### Kameras
- Die „Dr. R. Krügers Taschenbuchkamera“ (engl. auch „Krügener’s Patent Book Camera“) wurde von Haake & Albers hergestellt und vertrieben.[6][7] Sie kostete um 1880 60 Mark.[8]
- Haake & Albers stellten eine Stereokamera mit dem Namen „Victoria“ her.[9]
- eine „Studiokamera "Haake & Albers", um 1910“ wurde von einem Auktionator beschrieben: „Format 24 × 24 cm, gekennzeichnet: Haake & Albers, Berlin und Frankfurt, Edelholzgehäuse, schwarzer quadratischer Balgen, mit Voigtländer Heliar 4,5/36 cm, Grundner-Verschluß (ohne Funktion), Mattscheibenrückteil und 2 Kassetten, mit Studiostativ, Höhe mit Kamera: 150 cm, Kurbeltrieb.“[2]

## Schriften
- Produktkatalog: Preisliste. En gross. Export. En detail. Verlag Haake & Albers, Frankfurt 1894.[10]

## Auszeichnungen
- Anerkennungsdiplom für Gelatine-Emulsionsplatten auf der „Internationalen photographischen Ausstellung im k.k. österreichische Museum für Kunst und Industrie“ 1881.[11]